# Buhor, Iampil
Buhor (în ucraineană Бугор) este un sat în comuna Ciuikivka din raionul Iampil, regiunea Sumî, Ucraina.

## Demografie
Componența lingvistică a localității Buhor
     Ucraineană (94,12%)
     Rusă (5,88%)
Conform recensământului din 2001, majoritatea populației localității Buhor era vorbitoare de ucraineană (94,12%), existând în minoritate și vorbitori de rusă (5,88%).